# D3sp3杂化
d3sp3杂化是指一个原子由三个n-1d轨道、一个ns轨道和三个np轨道发生生杂化的过程。原子发生d3sp3杂化后，上述n-1d、ns和np轨道便会转化成为七个轨道，称为“d3sp3杂化轨道”。七个d3sp3杂化轨道分别存在于两个平面上，其中，位于水平面的五个杂化两两之间的夹角皆为36°，另有两个杂化轨道位于轴向平面、对称地分布于水平面两侧。杂化过程中，能量相近的d轨道、s轨道和p轨道发生叠加，不同类型的原子轨道重新分配能量并调整方向。